# Австралазія на літніх Олімпійських іграх 1912
У зв'язку з тим, що Олімпійська асоціація Нової Зеландії була утворена тільки 1911 року, і до 1912 році ще не була визнана МОК, на літніх Олімпійських іграх 1912 року спортсмени Нової Зеландії виступали єдиною командою зі спортсменами Австралії. Ця об'єднана команда виступала як команда Австралазії, і завоювала сім олімпійських медалей. 

## Медалісти

### Золото
- Фанні Дюрек (Австралія)  — плавання, 100 м вільним стилем, жінки
- Збірна (Леслі Бордмен (Австралія), Малкольм Чампіон (Нова Зеландія), Сесіл Хілі (Австралія), Харольд Хердуік (Австралія) )  — плавання, естафета 4 × 200 м вільним стилем (зі світовим рекордом).

### Срібло
- Сесіл Хілі (Австралія)  — плавання, 100 м вільним стилем, чоловіки
- Вільгельміна Уайлі (Австралія)  — плавання, 100 м вільним стилем, жінки

### Бронза
- Харольд Хердуік (Австралія)  — плавання, 400 м вільним стилем, чоловіки
- Харольд Хердуік (Австралія)  — плавання, 1500 м вільним стилем, чоловіки
- Ентоні Уайлдінг (Нова Зеландія)  — теніс, закриті корти, одиночний розряд